# 어 맨 인 러브
《어 맨 인 러브》(프랑스어: Un homme amoureux, 이탈리아어: Un uomo innamorato, 영어: A Man in Love)는 프랑스, 이탈리아, 영국에서 제작한 1987년 드라마 영화이다. 디안 퀴리스가 연출과 제작을 맡고, 피터 카이오티, 그레타 스카키 등이 출연하였다. 1987년 제40회 칸 영화제 개막식날 저녁 상영작으로 선정되었다.

## 줄거리
뉴욕에 사는 유명한 미국 배우 스티브는 이탈리아 작가 체사레 파베세의 1950년대 시절을 다루는 미국 영화를 치네치타에서 촬영하기 위해 이탈리아에 도착한다. 배우 일을 포기할 참이었던 제인은 로마에 놀러왔다가 파베세의 애정 상대 역으로 출연할 것을 제안 받는다. 
스티브는 두 자녀를 둔 유부남이지만 제인은 작업 중에 그와 격정적인 사랑에 빠져 프랑스인 애인 브뤼노를 차버린다. 그러나 스티브는 차마 아내 수전을 떠나지 못한다. 
적의를 비치던 브뤼노는 불륜 사실을 언론에 흘린다. 게다가 제인은 프랑스에 있는 어머니 줄리아가 말기암 진단을 받았다는 걸 알게 되는데... 

## 출연
- 피터 카이오티 - 스티브 엘리엇 역
- 그레타 스카키 - 제인 스타이너 역
- 제이미 리 커티스 - 수전 엘리엇, 스티브 아내 역
- 클라우디아 카르디날레 - 줄리아 스타이너, 제인의 프랑스 출신 어머니 역
- 존 베리 - 해리 스타이너, 제인의 영국인 아버지, 기자 역
- 피터 리거트 - 마이클 포즈너, 스티브 친구 역
- 뱅상 랭동 - 브뤼노 슐뢰세르 역

## 기타 제작진
- 라인 제작: 친치아 주사니, 로베르토 주사니
- 협력 제작: 아르망 바르보, 마르조리 이스라엘
- 의상: 브리지트 니에로스